# Magnetiseur

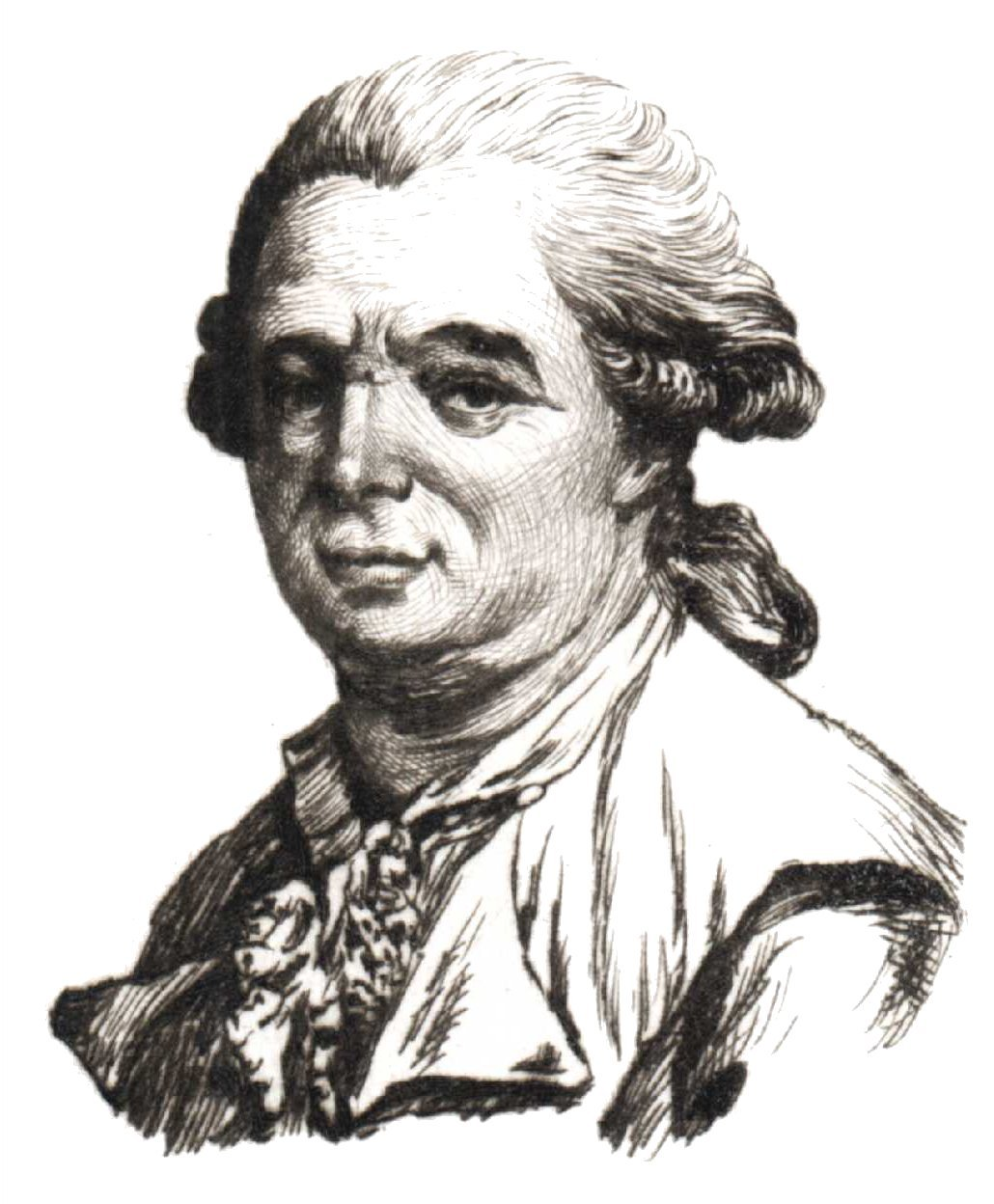
Franz Anton Mesmer

Een magnetiseur is een persoon die van mening is dat hij/zij door middel van handoplegging energie aan anderen kan doorgeven. Magnetiseren is een vorm van paranormale geneeswijze. De werkwijze is gebaseerd op het werk van Franz Anton Mesmer. Volgens aanhangers van de techniek geeft de magnetiseur energie ofwel dierlijk magnetisme via de aura door aan de cliënt.
Ook in religieuze context komt de handoplegging voor. Daar gaat het niet om magnetisme of energie maar om zegeningen en genezingen.
Magnetisme, ook wel 'Mesmerisme' genoemd, wordt soms nog beoefend als een vorm van alternatieve geneeskunde. Deze praktijken worden niet erkend als onderdeel van de medische wetenschap. De werking wordt door wetenschappers en artsen toegeschreven aan zelfsuggestie, aan de verwachtingen die patiënten hebben in de uitkomst van de behandeling.

## Bekende magnetiseurs
- Franz Anton Mesmer
- Gerard Croiset
- Louis-Alphonse Cahagnet
- Jules Denis Du Potet
- Chastenet de Puységur
- Joseph Deleuze
- Charles Lafontaine
- Fabius de Champville